# Дискография Роберты Флэк
Дискография американской певицы Роберты Флэк насчитывает восемнадцать студийных альбомов, два концертных альбома, два саундтрека, пять сборников и сорок семь синглов.
Творческую карьеру исполнительница начала в 1969 году, выпустив дебютный студийный альбом First Take, тем не менее широкой общественности Роберта Флэк стала известна лишь в 1972 году, когда песня «The First Time Ever I Saw Your Face» с дебютного альбома заняла первое место в чарте Billboard Hot 100, тогда же альбом поднялся в чартах различных стран, включая США, где он знаял первое место в Billboard 200. К этому времени певица выпустила ещё два студийных альбома, Chapter Two и Quiet Fire, которые хорошо себя показали в чарте Top Soul Albums, а также получили по золотой сертификации. В том же 1972 году певица выпустила альбом Roberta Flack & Donny Hathaway в дуэте с Донни Хатауэем, пластинка вошла в тройку лучших в США, а сингл «Where Is the Love» стал хитом и был удостоен премии «Грэмми». В 1973 году певица выпустила сингл «Killing Me Softly with His Song», который стал настоящим суперхитом по обеим сторонам Атлантики, возглавив чарты США, Канады и Австралии. Альбом Killing Me Softly занял третье место в Billboard 200, а его продажи превысили два миллиона. В следующем, 1974 году певица получила свой третий номер один в США благодаря синглу «Feel Like Makin’ Love». Выпущенный в 1977 году альбом Blue Lights in the Basement подарил певице ещё один хит в США, песня «The Closer I Get to You», записанная при участии Донни Хатауэя заняла второе место в чарте Billboard Hot 100, сам альбом поднялся до восьмой строчки.
В 1980 году певица выпустила альбом Roberta Flack Featuring Donny Hathaway в память о погибшем друге Донни Хатауэе. В том же году был выпущен первый концертный альбом Live & More, записанный при участии Пибо Брайсона. В 1981 году вышел альбом I’m the One, главный сингл с него, «Making Love», стал саундтреком к фильму «Занимаясь любовью», он достиг 13 места в чарте Billboard Hot 100 и был номинирован на премию «Золотой глобус» как лучшая песня к фильму. В 1983 году певица вновь сотрудничала с Пибо Брайсоном, на этот раз для совместного студийного альбома Born to Love. Завершила десятилетие певица выпуском альбома Oasis в 1988 году, синглы с него, «Oasis» и «Uh-Uh Ooh-Ooh Look Out (Here It Comes)», смогли возглавить чарты Hot Black Singles и Dance Club Songs соответственно.
В 1991 году вышел альбом Set the Night to Music, одноимённая песня с него добралась до 6 места в чарте Billboard Hot 100 и 2 места в чарте Adult Contemporary. В 1992 году певица выпустила альбом Stop the World в Японии. В 1994 году был выпущен последний релиз певицы на лейбле Atlantic Records, с которым она работала в течение двадцати пяти лет, — альбом Roberta. В 1997 году певица выпустила первый рождественский альбом The Christmas Album, а в 1999 году — альбом Friends: Roberta Flack Sings Mariko Takahashi для азиатского рынка. Ещё один релиз певицы, альбом Let It Be Roberta: Roberta Flack Sings the Beatles, вышел в 2012 году.

## Альбомы

### Студийные альбомы
| First Take                                                                         | - Выпущен: 20 июня 1969 - Лейбл: Atlantic Records - Формат: LP, 8-Trk, MC    | 1   | 1  | 3  | 9  | 4  | —  | —  | —  | 17 | —  | - RIAA: Золотой - MC: Платиновый    |
| Chapter Two                                                                        | - Выпущен: 12 августа 1970 - Лейбл: Atlantic Records - Формат: LP, 8-Trk, MC | 33  | 4  | 2  | 29 | 49 | —  | —  | —  | —  | —  | - RIAA: Золотой                     |
| Quiet Fire                                                                         | - Выпущен: Ноябрь 1971 - Лейбл: Atlantic Records - Формат: LP, 8-Trk, MC     | 18  | 4  | 5  | —  | —  | —  | —  | —  | —  | —  | - RIAA: Золотой                     |
| Roberta Flack & Donny Hathaway (совместно с Донни Хатауэем)                        | - Выпущен: 6 мая 1972 - Лейбл: Atlantic Records - Формат: LP, 8-Trk, MC      | 3   | 2  | —  | 22 | 25 | —  | —  | —  | —  | —  | - RIAA: Золотой                     |
| Killing Me Softly                                                                  | - Выпущен: 1 августа 1973 - Лейбл: Atlantic Records - Формат: LP, 8-Trk, MC  | 3   | 2  | —  | 11 | 13 | 47 | 9  | —  | 6  | 40 | - RIAA: 2х Платиновый - MC: Золотой |
| Feel Like Makin’ Love                                                              | - Выпущен: 1 марта 1975 - Лейбл: Atlantic Records - Формат: LP, 8-Trk, MC    | 24  | 5  | 11 | 19 | 37 | —  | —  | —  | —  | —  |                                     |
| Blue Lights in the Basement                                                        | - Выпущен: 13 декабря 1977 - Лейбл: Atlantic Records - Формат: LP, 8-Trk, MC | 8   | 5  | —  | 88 | 9  | —  | —  | —  | —  | —  | - RIAA: Золотой                     |
| Roberta Flack                                                                      | - Выпущен: 7 августа 1978 - Лейбл: Atlantic Records - Формат: LP, 8-Trk, MC  | 74  | 37 | —  | —  | 75 | —  | —  | —  | —  | —  | - BPI: Серебряный                   |
| Roberta Flack Featuring Donny Hathaway (совместно с Донни Хатауэем)                | - Выпущен: 1980 - Лейбл: Atlantic Records - Формат: LP, 8-Trk, MC            | 25  | 4  | 9  | —  | —  | —  | —  | —  | —  | —  | - RIAA: Золотой                     |
| I’m the One                                                                        | - Выпущен: 1 мая 1982 - Лейбл: Atlantic Records - Формат: LP, 8-Trk, MC      | 59  | 16 | —  | 74 | —  | —  | —  | —  | —  | —  |                                     |
| Born to Love (совместно с Пибо Брайсоном)                                          | - Выпущен: 22 июля 1983 - Лейбл: Capitol Records - Формат: LP, 8-Trk, MC     | 25  | 8  | —  | 35 | 39 | —  | 21 | 43 | —  | 15 | - BPI: Серебряный - RIAA: Золотой   |
| Oasis                                                                              | - Выпущен: 1 ноября 1988 - Лейбл: Atlantic Records - Формат: LP, CD, MC      | 159 | 24 | —  | —  | —  | —  | —  | —  | —  | —  |                                     |
| Set the Night to Music                                                             | - Выпущен: 17 сентября 1991 - Лейбл: Atlantic Records - Формат: CD, MC, LP   | 110 | —  | —  | —  | —  | —  | —  | —  | —  | —  |                                     |
| Stop the World                                                                     | - Выпущен: 25 августа 1992 - Лейбл: Toshiba EMI - Формат: CD                 | —   | —  | —  | —  | —  | —  | —  | —  | —  | —  |                                     |
| Roberta                                                                            | - Выпущен: 3 октября 1994 - Лейбл: Atlantic Records - Формат: CD, MC         | —   | —  | —  | —  | —  | —  | —  | —  | —  | —  |                                     |
| The Christmas Album                                                                | - Выпущен: 11 ноября 1997 - Лейбл: Angel Records - Формат: CD                | —   | —  | —  | —  | —  | —  | —  | —  | —  | —  |                                     |
| Friends: Roberta Flack Sings Mariko Takahashi                                      | - Выпущен: 1999 - Лейбл: Victor Entertainment - Формат: CD                   | —   | —  | —  | —  | —  | —  | —  | —  | —  | —  |                                     |
| Let It Be Roberta: Roberta Flack Sings the Beatles                                 | - Выпущен: 7 февраля 2012 - Лейбл: 429 Records - Формат: CD                  | 181 | —  | —  | —  | —  | —  | —  | —  | —  | —  |                                     |
| Символ «—» означает, что альбом не попал в чарт или не выпускался в данной стране. |                                                                              |     |    |    |    |    |    |    |    |    |    |                                     |

### Концертные альбомы
| Live & More (совместно с Пибо Брайсоном)                                           | - Выпущен: 1 декабря 1980 - Лейбл: Atlantic Records - Формат: LP, 8-Trk, MC | 52 | 2 |
| At Her Best Live                                                                   | - Выпущен: 14 апреля 2008 - Лейбл: Immortal - Формат: CD, DVD               | —  | — |
| Символ «—» означает, что альбом не попал в чарт или не выпускался в данной стране. |                                                                             |    |   |

### Саундтреки
| Название      | Детали                                                                     | Наивысшая позиция в чартах | Наивысшая позиция в чартах |
| Название      | Детали                                                                     | USA 200                    | USA R&B                    |
| ------------- | -------------------------------------------------------------------------- | -------------------------- | -------------------------- |
| Soul to Soul  | - Выпущен: Сентябрь 1971 - Лейбл: Atlantic Records - Формат: LP, 8-Trk, MC | 10                         | 8                          |
| Bustin’ Loose | - Выпущен: 5 июня 1981 - Лейбл: MCA Records - Формат: LP, MC               | 161                        | 48                         |

### Сборники
| The Best of Roberta Flack                                                          | - Выпущен: 1981 - Лейбл: Atlantic Records - Формат: LP, CD         | 44 | 21 | —  | - RIAA: Платиновый                |
| Greatest Hits                                                                      | - Выпущен: 1984 - Лейбл: K-tel - Формат: LP, MC,                   | —  | —  | 35 |                                   |
| Softly with These Songs: The Best of Roberta Flack                                 | - Выпущен: 22 июня 1993 - Лейбл: Atlantic Records - Формат: CD, MC | —  | 24 | 7  | - BPI: Платиновый - RIAA: Золотой |
| The Very Best of Roberta Flack                                                     | - Выпущен: 2006 - Лейбл: Atlantic Records - Формат: CD             | 41 | —  | 50 |                                   |
| Love Songs                                                                         | - Выпущен: - Лейбл: Atlantic Records - Формат: CD                  | —  | —  | 11 |                                   |
| Символ «—» означает, что альбом не попал в чарт или не выпускался в данной стране. |                                                                    |    |    |    |                                   |